# Houdelaincourt
Houdelaincourt è un comune francese di 373 abitanti situato nel dipartimento della Mosa nella regione del Grand Est.

## Società

### Evoluzione demografica
Abitanti censiti